# جمصة
جمصة هي مدينة مصرية تتبع محافظة الدقهلية وتقع في مركز بلقاس. تطل على البحر الأبيض المتوسط وهي مصيف المحافظة، بالمدينة جامعة الدلتا للعلوم والتكنولوجيا. يوجد بالمدينة طابية أشتوم الأثرية التي استخدمها أحمد عرابي في ثورته. صدر قرار رئاسي في 2022 بإنشاء جامعة المنصورة الأهلية.

## التاريخ والجغرافيا
يقال أن اسم جمصة مأخوذ من كلمة "J'aime ca" (أنا أحب هذا) الفرنسية التي أطلقتها قوات الحملة الفرنسية على المنطقة، بدأ المصيف في أوائل عام 1962 بعدد يقارب 40 شاليهًا وفندقًا صغيرًا على شاطئ البحر. خصص 750 فدان في عام 1982 لإنشاء مشروع امتداد 15 مايو. وأُنشئت منطقة الشيخ زايد على مساحة 200 فدان لتصل المساحة الإجمالية لمدينة جمصة إلى نحو 23 كيلومترًا مربعًا.
تبعد المدينة نحو 60 كيلومتر عن المنصورة ونحو 185 كيلومتر عن القاهرة. ويحدها من الجنوب الطريق الدولي الساحلي الرابط بين بورسعيد ودمياط والإسكندرية، وتمتد المدينة على ساحل البحر بطول 7 كيلومترات وبعمق 3 كيلومترات وفيها 18 شاطئًا عامًا.

## المنطقة الصناعية
صدر قرار باعتبار المنطقة الواقعة في الجزء الجنوبي الغربي لمدينة جمصة جنوب الطريق الدولي منطقة صناعية على مساحة 727 فدان تقع المنطقة المذكورة مباشرة على الطريق الدولي الساحلي وتقع المنطقة الصناعية في حدود مدينة جمصة في مواجهة امتداد جمصة وهو تقسيم 15 مايو.
اكتمل ترفيق أربع مراحل باستثمارات بلغت 438 مليون جنيه ويضم المجمع 458 مصنعًا منها 405 مصانع مكتملة و53 قيد الإنشاء، تشمل صناعات غذائية وورقية وأخشاب وكيميائية ونسيج وأعلاف ومعدنية وكهربائية وأدوية ومواد بناء.

## السكان
بلغ عدد سكان المدينة 4545 نسمة في تقدير يوليو 2024 منهم 69,918 ذكر و70,067 أنثى.
| 1976 | 1986 | 1996 | 2006 | 2017  | 2024 |
| ---- | ---- | ---- | ---- | ----- | ---- |
| 27   | 302  | 641  | 755  | 3,890 | 4545 |